# Boga vas
Boga vas je naselje v Občini Ivančna Gorica.